# Kamerový systém

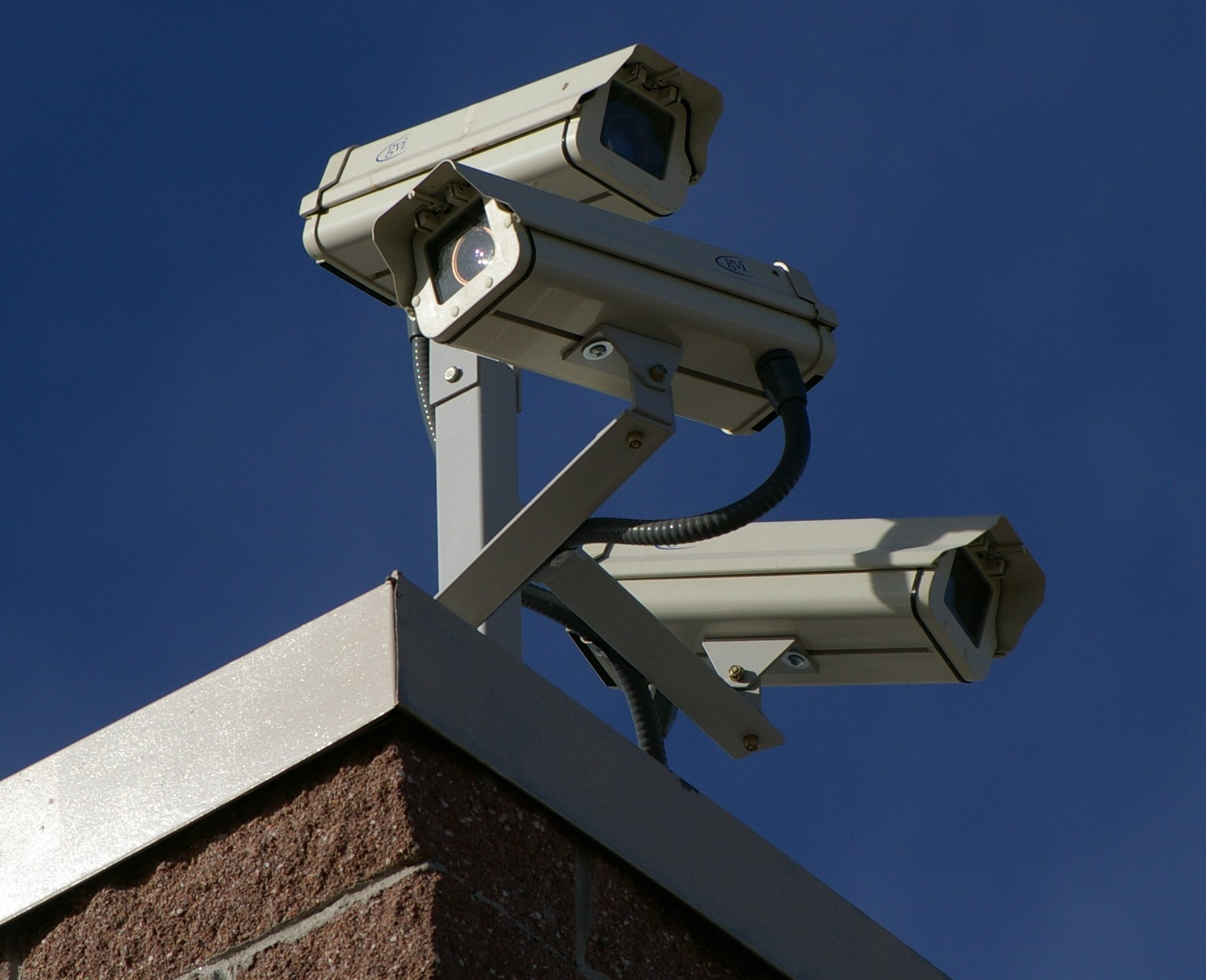
Průmyslové kamery

Kamerový systém (CCTV – Closed-circuit television, uzavřený televizní okruh) je užití kamer ke sledování prostor, k zobrazování záběrů z kamer na monitorech a archivaci natočených záběrů. Takovým kamerám se říká také průmyslové kamery nebo také průmyslová televize.
Skládá se z kamer, hardwarového vybavení (hard disku, monitoru) a software. Může být doplněn i o mikrofony a reproduktory, a téměř vždy o záznamové médium pro ukládání zaznamenaných dat.

## Historie a využití v průmyslu
- 1878 – pokusy, telegrafický přenos obrazu
- 1884 – vynalezen princip řádkování pomocí Nipkowova kotouče
- 1934 – vynález první snímací elektronky Ikonoskopu
- 1936 – pravidelné TV vysílání BBC (cca 300 majitelů TV)
- 1941 – první průmyslově vyráběná kamera s superikonoskopem (50 lx, ekv. 250 000 €)
- 50. – 80. léta – pokusy s mozaikami fotodiod a zdokonalování elektronek pro snímání obrazu
- 80. léta – počátek vývoje CCD (nábojově vázaná struktura)
- 1985 – první komerční CCD kamery
- 1990 - kamerové systémy v průmyslu - kontrola kvality

První zaznamenané použití kamer je z roku 1942 z Peenemünde v Německu ve středisku pro vývoj raket V-2.
V průmyslu jsou kamery užívány v prostorách nebezpečných lidskému zdraví. Jedná se zejména o chemický průmysl a provozy s radiací.
V civilním sektoru se od osmdesátých let prosazují kamery pro sledování veřejných prostor. Zprvu pro objekty, jako jsou věznice, letištní ranveje, banky, tedy místa, která byla do té doby nepřetržitě střežena zaměstnanci dotyčných zařízení.

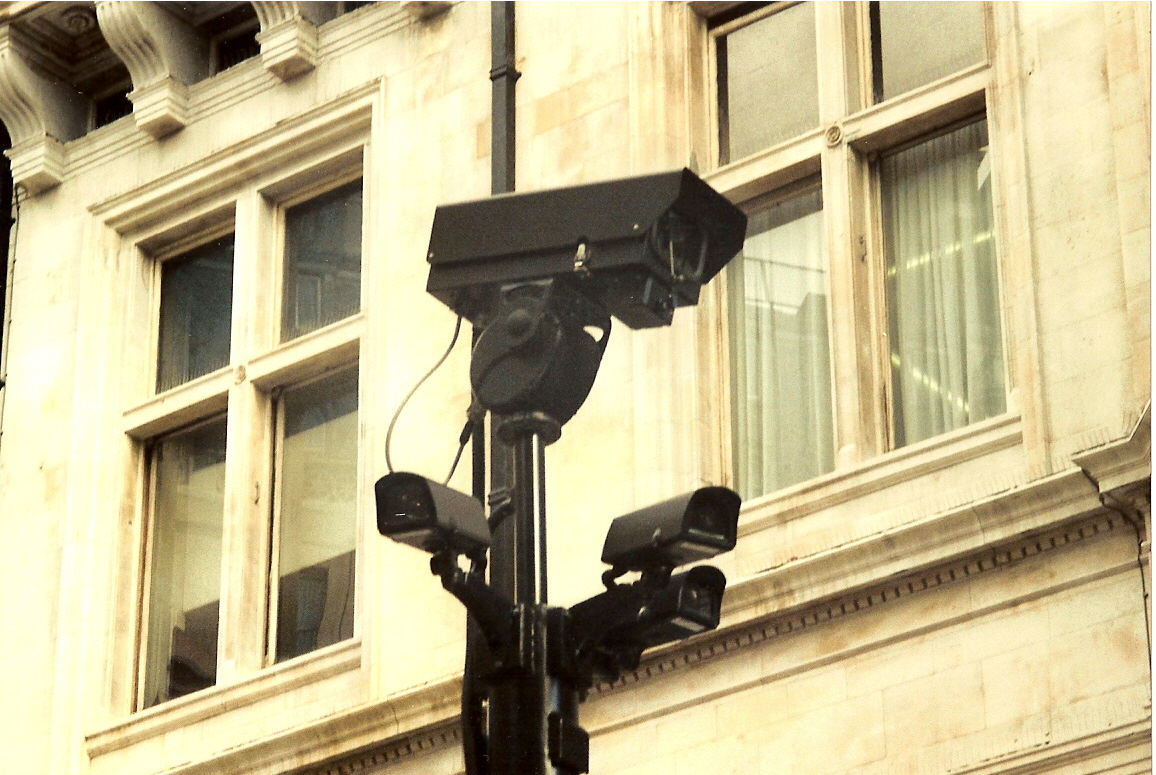
Londýn je s cca 10 500 kamerami považován za nejsledovanější město světa.

## Současnost
Od devadesátých let dochází ve veřejných prostorech k velkému nárůstu počtu kamer. S kamerami se setkáme na ulicích v centrech měst, obchodech, dopravních uzlech, silnicích, vstupech do objektů, restauracích atd.
Kamerové systémy jsou často zřizovány kvůli potírání kriminality, dozorovým orgánem je v České republice Úřad pro ochranu osobních údajů.
Provozovatelé kamerových systémů nezveřejňují natočené záznamy ani identitu jejich obsluhy.
Doba držení záznamu může být omezena zákonem. Prakticky je však lhůta držení nahrávky obtížně kontrolovatelná, protože do archivu nahrávek CCTV není možný, nebo obtížně prosaditelný veřejný přístup.
Kamerový systém v průmyslu je neocenitelný pomocník, který pomáhá odhalovat vady vyráběného zboží a tím výraznou měrou se podílí na snižování reklamací. Kamerové inspekce v průmyslu jsou dnes samostatnou oblastí, která s oblastí průmyslové kamery (sledování prostoru kamerami) příliš nesouvisí. Zpracování informací z kamer je plně automatické a používá se k tomuto pokročilých algoritmů.

## Základní rozdělení kamerových systémů

### Analogové kamerové systémy
Signál z kamery je vyveden v analogové podobě (konektor, BNC, cinch). K přenosu signálu se nejčastěji využívají běžné koaxiální kabely ukončené BNC konektory. Nevýhodou koaxiálních kabelů však je omezená maximální délka, která je přibližně 100m. Analogové kamerové systémy, pracují s analogovým videosignálem. Základním prvkem je kamera s analogovým výstupem. Analogová technologie nepřenáší celý obraz naráz. Obraz je tedy přenášen signálem podle normy specifikující formát obrazu. Nejběžnější televizní normy určené pro videosignál jsou PAL, NTSC a SECAM.

### AHD kamerové systémy
Představují nejnovější technologii pro analogový přenos obrazu ve vysokém rozlišení (HD) po koaxiálním kabelu. Pro přenos AHD signálu se používají koaxiální kabely. Maximální délka vedení je až 500m bez jakéhokoliv zpoždění videosignálu (latence) a ztrát. Pro záznam se používají AHD DVR rekordéry využívající kompresi H.264. Rekordéry mají rozhraní 16bps pro připojení do sítě LAN, která umožňuje uživatelům vzdálený přístup z PC nebo mobilního telefonu. AHD systémy podporují práci s Cloud službou a CMS systémem.

### Digitální kamerový systém
Tyto systémy v podstatě nemají žádné teoretické omezení maximálního rozlišení obrazu z kamer. Maximální rozlišení je tak dáno pouze zvolenou kamerou, záznamovým zařízením a propustností datové sítě. Ty to systémy pracují na principu běžného přenosu TCP/IP, takže lze využít sítí ethernet, kamery pro tento druh přenosu, (tzv. IP kamery web kamery) obsahují videoserver s klasickým výstupem LAN. Digitální kamerové systémy fungují na principu číslicově zpracovaného signálu. V digitálních kamerových systémech již nedochází k řádkování obrazu. Obraz je přenášen jako celek v podobě paketu. Pro přenos digitálních dat se využívá běžná síťová infrastruktura.

## Novinky
Systém identifikace lidských tváří (facial recognition system). Umožňuje najednou rozpoznat tisíce obličejů konkrétních osob bez jejich vědomí. Kombinací CCTV a této softwarové nadstavby je vyvíjen způsob pro masové sledování a vyhledávaní lidí hledaných bezpečnostními složkami státu (zločinci, teroristé). Tyto systémy se postupně stávají standardem především v asijských zemích, např. Singapuru nebo Číně.
Automatická analýza obrazů z kamer je ve vývoji, takže pak by osobě před monitorem odpadlo sledování záběrů z jednotlivých kamer a umožnilo jediné osobě pozorovat více kamer najednou. Tyto systémy nejsou sledovány lidmi přímo, ale počítačem vyhodnocujícím provoz a upozorní obsluhu na konkrétní atypický pohyb, oděv, zavazadlo, auto či osobu.
V roce 2006 byl představen systém, kdy mikrofony spolupracují s CCTV. Jestliže mikrofon zaznamená zvýšený hluk, kamera automaticky nasměruje a zaostří na dané místo a upozorní obsluhu CCTV.

## Česká republika
V ČR jsou ze státních prostředků často instalovány městské kamerové dohlížecí systémy (MKDS) jako prevence drobné kriminality a na ochranu městského majetku.
Pokud však podobný systém instaluje soukromá osoba, musí kamerový systém zabírat jen vlastní pozemek. Soudní dvůr Evropské unie tak rozhodl o případu z Třebíče, kde kamera odhalila údajné vandaly; jeden z nich si ale stěžoval na nezákonnost pořízení nahrávky a její autor dostal pokutu. Použití bezpečnostní kamery k záznamu dění na veřejném místě sice může sledovat oprávněný zájem, ten však nepřevažuje nad právem na soukromí jiné osoby, byť byla přistižena při protiprávním jednání.

### Legislativa
Kamerové systémy z hlediska GDPR regulují tyto zákony:
- zákon č. 273/2008 Sb., o Policii České republiky
- zákon č. 553/1991 Sb., o obecní policii
- zákon č. 262/2006 Sb., zákoník práce
- zákon č. 129/2008 Sb., o výkonu zabezpečovací detence a o změně některých souvisejících zákonů
- zákon č. 109/2002 Sb., o výkonu ústavní/ochranné výchovy a o preventivně výchovné péči ve školských zařízeních

V ústavní rovině je právo na ochranu soukromí a osobních údajů zakotveno v Listině základních práv a svobod.

## Velká Británie

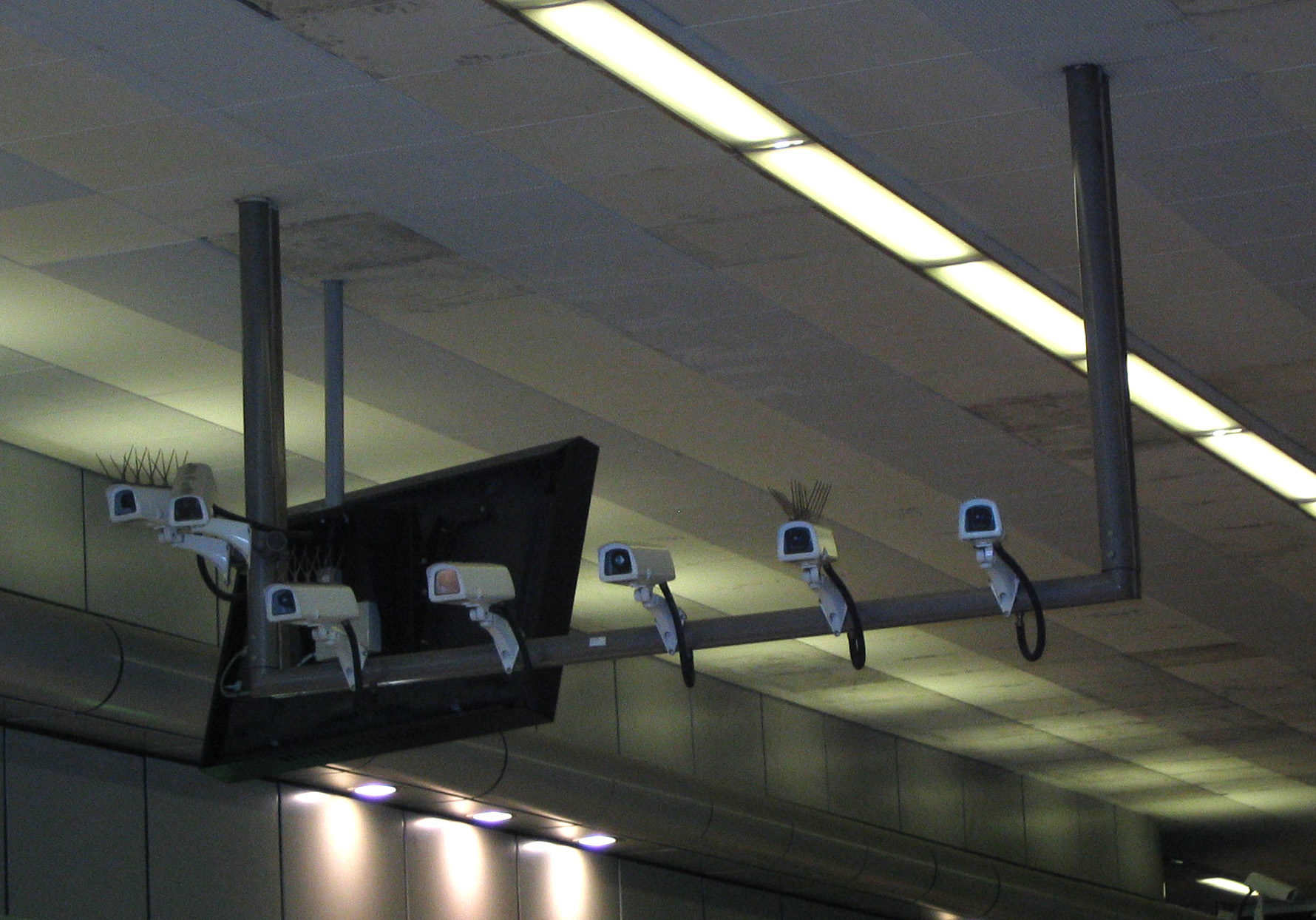
CCTV v chodbě na britském nádraží.

Průkopníkem masového nasazení kamer do veřejných prostranství je Spojené království, zkušební provoz kamer se rozeběhl v sedmdesátých a osmdesátých letech. S širším uplatněním se začalo v devadesátých letech. Roku 1994 vydalo ministerstvo vnitra zprávu vládě jménem “CCTV: Sledujeme Tě” kde byl dosavadní provoz shledán jako úspěšný. Tím byla odstartována vlna zřizování kamerových systémů pokrývajících městská centra, nádraží, parkoviště a nemovitosti.
Krátce po 11. září 2001 nastala ve Spojeném království nová vlna instalací kamerových systémů. V roce 2002 byl odhadován počet kamer ve Spojeném království na 4 200 000, a toto číslo se neustále zvyšuje. 4,2 milionu kamer na britských ostrovech představuje 20 % CCTV kamer světa a znamená jednu kameru na 14 obyvatel, které zaznamená v průměru 300× denně, v absolutních číslech je to 1,5× více než v Číně. V současnosti jsou kamerovým systémem snímány školní třídy, interiéry dopravních prostředků, kaváren, parky apod.

### Kritika
Růst počtu kamerových systémů má samozřejmě i své odpůrce, konkrétně ve Spojeném království je to např. britská pobočka Privacy International, která vytýká, zejména to, že:
- většina (až 90 procent) kamerových systémů nainstalována nezákonně,[8]
- představují významný vnik do soukromí běžných občanů, a přitom
- zatím si nedokázaly poradit s potíráním kriminality
  - podle studií z roku 2007[9] míra zločinnosti buďto neklesá nebo jen velmi nepatrně, navíc
  - záznam z většiny kamer neobstojí u soudu jako důkazní materiál,[9] přitom
  - 80 % trestných činů stále zůstává nevyřešených,[9] a
  - sami policisté přiznávají, že obrázky z kamerových systémů jim neposkytují téměř žádnou výhodu v jejich práci a
  - šance na chycení např. kapesního zloděje v místech s velkým nasazením kamer jsou prakticky stejné jako v lokacích bez kamer
  - takže investice do těchto systémů (představující kolem 200 000 000 liber) nesplnila svůj účel
- nakonec, kamery stejně tak nedokázaly odstranit ani hrozbu terorismu (to byl jeden z proklamovaných důvodů pro masívní instalaci po 11. září, nicméně i přesto kamery například nedokázaly zabránit teroristickému útoku ze 7. 7. 2005 v Londýně).

## Upozornění na provoz kamerových systémů v různých jazycích
- angličtina: CCTV in operation, (video) surveillance aj.
- němčina: videoüberwacht, Videoüberwachung aj.